# Christiana (género)
Christiana é um género botânico pertencente à família Malvaceae.